# Guliston
Guliston o Gulistán (en persa: گلستانِ‎, romanizado: «tierra de flores o jardín de rosas» —conocido como Mirzachul hasta 1961) es la capital de la provincia de Sir Daria al este de Uzbekistán. Se encuentra en la parte sureste de la estepa Mirzachül (antes Голодная степь Golodnaya stеp «estepa árida»), 120 km al sudoeste de Taskent. La principal industria en la zona es la recolección de algodón.

## Demografía
| Gráfica de evolución de Guliston entre 1933 y 2020 |
|                                                    |